# Worth Hamilton Weller
Pour les articles homonymes, voir Weller.
Worth Hamilton Weller est un herpétologiste américain, né le 28 mai 1913 à Cincinnati et mort le 22 juin 1931 à Grandfather Mountain, près du Grand Canyon de Caroline du Nord.

## Biographie
Il étudie auprès du spécialiste des salamandres Emmett Reid Dunn (1894-1956) à l’Haverford College. Il découvre, avec Ralph Dury (1899-?), les premiers spécimens de Plethodon welleri. Seulement une semaine après avoir obtenu son diplôme, il meurt d’une chute dans le Grandfather Mountain, alors qu’il recherchait d’autres spécimens de cette nouvelle espèce. C’est Charles Frederic Walker (1904-1979) qui en fait sa description et qui dédié son nom à Weller. Chercheur précoce et prometteur, il compte une dizaine publications au moment de sa mort, à seulement dix-huit ans. 

## Sources
- (en) Biographie de Ellin Beltz
- Kraig Adler (1989). Contributions to the History of Herpetology, Society for the study of amphibians and reptiles : 202 p.  (ISBN 0-916984-19-2)

## Publications
- Walker, Charles F. and Weller, W. Hamilton, "The Identity and Status of Pseudotriton duryi" Copeia, Vol. 1932, No. 2, (Jul. 1, 1932), pp. 81–83 Published by the American Society of Ichthyologists and Herpetologists
- Weller, W. H. 1930 "Notes on amphibians collected in Carter Co., Kentucky." Proc. Junior Soc. of Nat. Sci., Cincinnati, 1, Nos. 5 and 6: 6-9 (counted).
- Weller, W. H. 1930 "On a recent occurrence of the blue-tailed skink in Hamilton County (Ohio)", Proc. Jun. Soc. Nat. Hist., vol. 1, nos. 5 and 6.
- Weller, W. H.  1930 "Notes on Aneides aeneus (Cope and Packard)."  Proc. Jun. Soc. Nat. Sci. (Cincinnati) 1:2.
- Weller, W. H.  1930 "A preliminary list of the salamanders of the Great Smoky Mountains of North Carolina and Tennessee." ibid